# 物部布都久留
物部 布都久留（もののべ の ふつくる、生没年不詳）は、古墳時代の豪族で物部連の一人。姓は連。

## 概要
『新撰姓氏録』では懐大連（ふところのおおむらじ）、物部布都久呂大連（もののべのふつくろのおおむらじ）と表記される。
『記紀』にその活動が見られないが、『先代旧事本紀』「神皇本紀」には雄略天皇即位22年1月1日に大連となったことが記される。

## 系譜
『新撰姓氏録』では饒速日命の十二世孫または十三世孫としている。『先代旧事本紀』「天孫本紀」では饒速日命の十一世孫で父が伊莒弗連公とされ母は明記されない。